# Крутобереговый
Кру́тобереговый — посёлок в Елизовском районе Камчатского края России. Входит в состав Пионерского сельского поселения.

## История
Посёлок основан в 1935 году и получил наименование 12-й км — по своему расположению на 12-м км шоссе Петропавловск-Камчатский — Елизово. Позднее переименован по месту нахождения вдоль Крутоберегового ручья.

## Население
| 1926 | 2002 | 2010 | 2012 | 2013 | 2015 | 2016 |
| ---- | ---- | ---- | ---- | ---- | ---- | ---- |
| 64   | ↗164 | ↘91  | ↗92  | ↗141 | ↘126 | ↗127 |
| 2018 | 2020 |      |      |      |      |      |
| ↗130 | ↗155 |      |      |      |      |      |

## Улицы
| - ул. Елизовское шоссе, - ул. Карьерная, | - ул. Крутобереговая, - ул. Тихая. |